# جعفر أباد (غرمسير أردستان)
جعفر أباد (بالفارسية: جعفرآباد) هي قرية تقع في إيران في قسم غرمسیر الريفي. يقدر عدد سكانها بـ 183 نسمة .